# Philip Richard Morris
Philip Richard Morris ARA (Plymouth, 4 dicembre 1836 – Londra, 22 aprile 1902) è stato un pittore inglese.
Dipinse scene di genere e marittime (in particolare quelle allegoriche della vita rurale), dipinti religiosi influenzati da Holman Hunt e, più tardi nella sua carriera, ritratti.

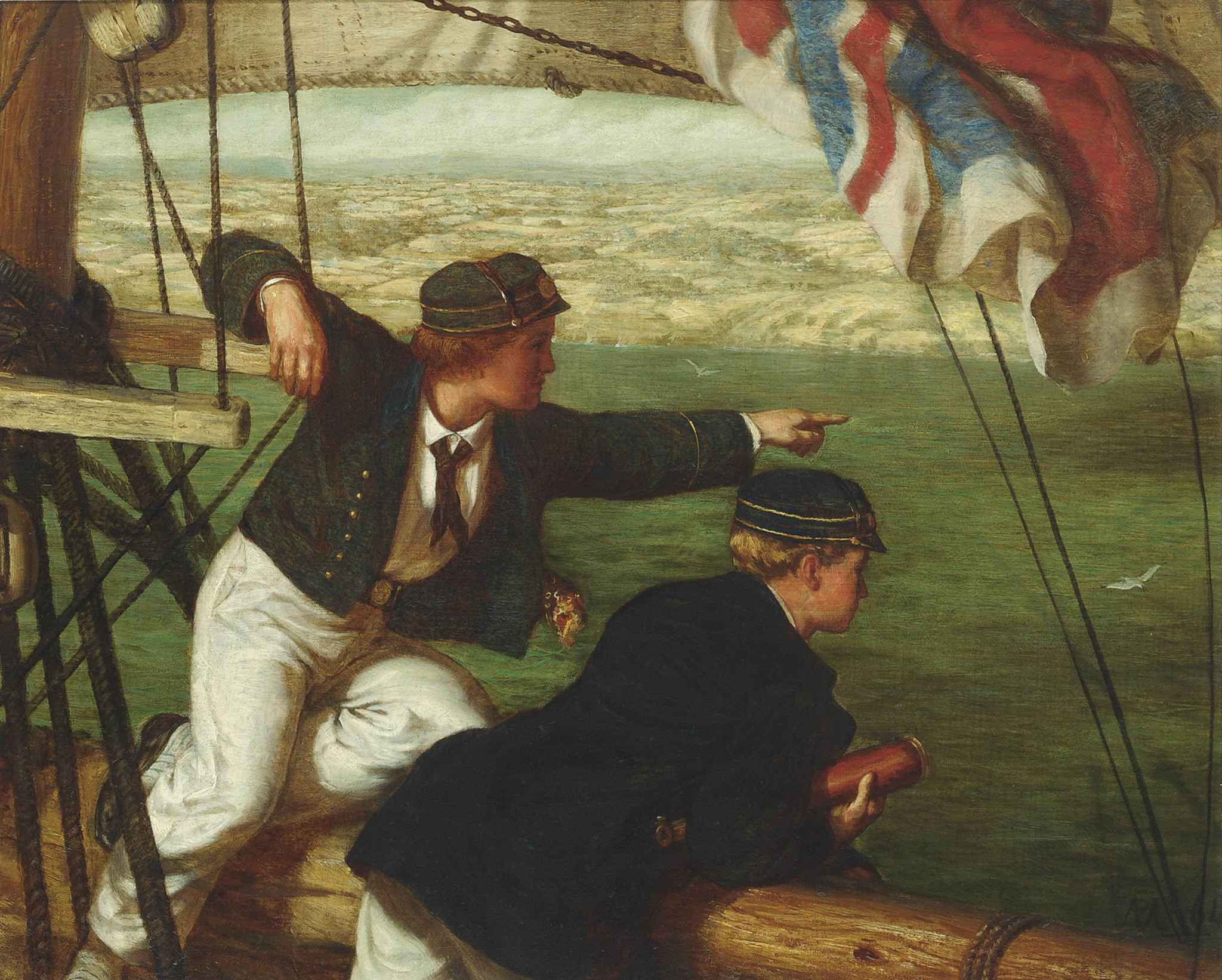
Two Young Midshipmen in Sight of Home, 1864

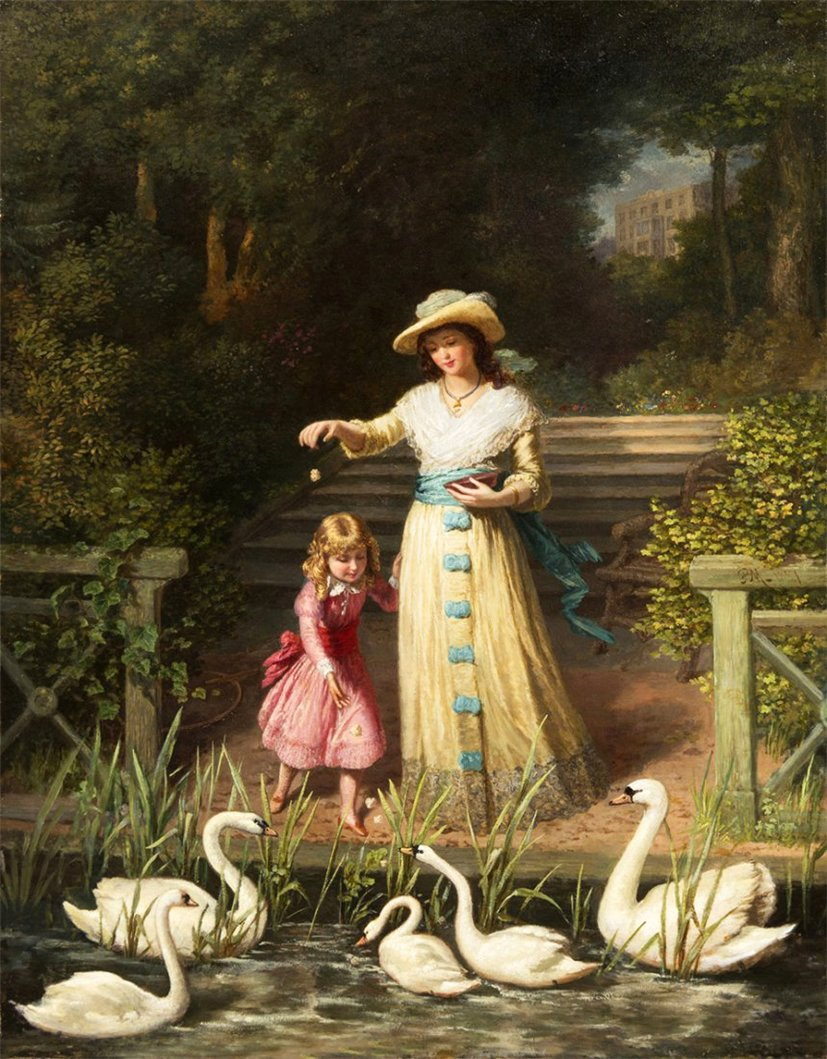
Feeding the swans, 1887

## Biografia
Morris nacque a Devonport. Portato a Londra all'età di 14 anni dal padre, fonditore del ferro, per addestrarsi al mestiere di famiglia, Philip si interessò sempre più all'arte. Insieme a William Holman Hunt, che convinse suo padre, poté iniziare a prendere lezioni serali di disegno al British Museum e, dal 1855, a le Scuole della Reale Accademia. In quest'ultimo, usò la borsa di studio itinerante vinta per il suo Il buon samaritano per finanziare un viaggio in Italia e Francia, rimanendovi fino al 1864.
Fu eletto Associato della Royal Academy nel 1877 (nonostante le sue capacità e la sua salute fossero già in declino), ma si dimise nel 1900. Nel 1878 sposò una vedova, Catherine Sargeantson, figlia di J. Evans di Llangollen: insieme ebbero due figli e tre figlie. Catherine morì poi nel 1886; sua figlia Florence sposò l'archeologo Alexander Keiller mentre sua figlia maggiore, Gladys Morris (1879-1946), sposò il noto sportivo, giornalista ed editore britannico Bertram Fletcher Robinson.
Morris morì nel 1902 a Clifton Hill, Maida Vale, Londra.